# Municipio de Douglas (condado de Iroquois)
El municipio de Douglas (en inglés, Douglas Township) es un municipio del condado de Iroquois, Illinois, Estados Unidos. Tiene una población estimada, a mediados de 2024, de 1968 habitantes.

## Geografía
Está ubicado en las coordenadas 40°46′14″N 88°0′12″O / 40.77056, -88.00333. Según la Oficina del Censo, tiene una superficie total de 115.82 km², de los cuales 115.65 km² corresponden a tierra firme y 0.17 km² están cubiertos de agua.

## Demografía
Según el censo de 2020, en ese momento había 2049 personas residiendo en la zona. La densidad de población era de 18 hab./km². El 82.24% de los habitantes eran blancos, el 0.49% eran afroamericanos, el 0.68% eran amerindios, el 0.29% eran asiáticos, el 9.13% eran de otras razas y el 7.17% eran de una mezcla de razas. Del total de la población, el 18.35% eran hispanos o latinos de cualquier raza.